# 4439 Мурото
4439 Мурото (4439 Muroto) — астероїд головного поясу, відкритий 2 листопада 1984 року.
Тіссеранів параметр щодо Юпітера — 3,169.